# プレス空知
プレス空知（プレスそらち）は、株式会社空知新聞社（本社・北海道滝川市）が、空知管内7市6町をエリアに発行する地方紙。日本新聞協会非加盟。

## 概要
週2回（水、土曜日）刊、単色・一部カラーブランケット判12 - 24ページ建て。購読料は1カ月2000円。公称部数は1万5020部。
空知管内の滝川市、砂川市、赤平市、芦別市、歌志内市、新十津川町、奈井江町、上砂川町、浦臼町、雨竜町、美唄市、岩見沢市、栗山町の13市町をエリアに発行している。
1980年、滝川市内のタブロイド判無料旬刊紙として創刊した。翌年ブランケット判の有料週刊紙に移行し、1984年に現在の週2回刊になり、中空知地方にエリアを拡大。さらに美唄新聞（2007年3月休刊）、日刊岩見沢新聞（2009年8月休刊）の新聞事業を継承し、南空知地方にもエリアを拡大している。

## 沿革
- 1979年10月 - 株式会社空知新聞社創立
- 1980年6月 - 旬刊紙「プレス空知」創刊。タブロイド判で滝川市内全戸に無料配布
- 1981年6月 - ブランケット判有料化へ移行、週刊発行
- 1984年10月 - 週2回発行体制となる
- 1988年4月 - 砂川支局開設
- 1996年4月 - 赤平支局開設
- 1998年12月 - 高速輪転機導入
- 2000年1月 - 署名記事原則化スタート
- 2001年12月 - 現本社ビル取得
- 2002年2月 - 芦別支局開設
- 2007年3月 - 美唄新聞社を吸収合併、美唄支局を開設。2版体制となる
- 2007年8月 - 本社内に読売新聞滝川通信部が入居
- 2009年4月 - 芦別支局を赤平支局に統合
- 2009年9月 - 日刊岩見沢新聞の新聞事業を継承し岩見沢支社を開設。美唄支局を美唄通信部に改組
- 2012年10月 - 空知管内をエリアとするフリーペーパー「生活情報誌らいふ」を創刊
- 2018年10月 - 中空知版と岩見沢版を統合した新紙面を発行
- 2019年9月 - フリーペーパー事業から撤退
- 2020年5月 - 赤平支局を本社へ統合、美唄通信部を移転
- 2022年5月 - 電子版サービス「プレタス」開始（現在、運用休止中）
- 2025年6月 - 読売新聞大曲工場に印刷委託、自社印刷から撤退

## テレビ・ラジオ欄
テレビ欄は水曜日付に掲載している

## 本社・支局
- 本社：北海道滝川市緑町1丁目3番27号
- 支社：
  - 岩見沢支社（岩見沢市）
- 支局：
  - 砂川支局（砂川市）
  - 美唄通信部（美唄市）